# 快樂小丸日記
《快樂小丸日記》（ぐるぐるタウンはなまるくん）是以学習研究社的乳幼兒向通信教育講座為原作、由大阪電視台Studio Pierrot動畫工作室製作的兒童電視動畫。由東京電視台在1999年10月1日至2001年3月、以及2001年4月至2001年9月29日。台灣則是在2003年4月8日在東森幼幼台首播。
另外有同名漫画連載，内容是用動畫中的1話來加以漫画化。

## 故事大綱
是以住在虛構的街道「團團轉城」的七個孩子為中心、來描寫他們日常生活的短篇型式動畫。
動畫裡會夾雜有小丸可以變身成超級英雄的「小丸王子」、「小丸王」和「唱歌時間」等多變的內容。這也是由以超現實世界觀而出名的浦澤義雄擔任本作的系列構成所致。

## 登場人物
- 小丸（はなまる　声優：藤卷惠理子(日本)／雷碧文(台灣)）
本作主角。以狗為原型的男性角色，等同於七個孩子中的頭頭。個性開朗有精神、有點小氣。生日為8月7日（根據学研的官方設定。「はなまるきっず」・動畫版都是一樣的設定）。
  - 小丸王子（はなまる王子）
「小丸王子」是由小丸變身成的超級英雄。只要吃了番茄就能變身。
登場台詞為「胸前的徽章是正義的象徵，小丸王子，拜見了」。
  - 小丸王（はなまる王）
「小丸王」同樣是由小丸變身成的英雄，是登基後的小丸王子。只要吃了番茄就能變身。之後會力量提升而成為高級版小丸王。
登場台詞為「正義的遊樂場，小丸王，拜見」，偶尔会有正義的锅烧乌龙面等例外的台词。
  - 豪華的小丸王（はなまるキング）
「豪華的小丸王」同樣是由小丸變身成的英雄。只要吃了番茄就能變身。之後會力量提升而成為更高級版小丸王。
登場台詞為「胸前的徽章是正義的象徵，豪華的小丸王，拜見」。

- 小露（まるる　声優：間宮久留美(日本)／龍顯蕙(台灣)）
小丸的妹妹。雖然體格嬌小但意志堅強。常和小丸吵架但也會有和好的時候。
  - 小露公主（プリンセス・まるる）
只要吃了番茄、小露就能變身成超級英雄。在「小丸王子」中登場、之後也繼續在「小丸王」中繼續登場。
登場台詞為「小露公主，出道」。

- 小丸的爸爸（おとうさん　声優：家中宏(日本)／李景唐(台灣)）
本名不明。小丸的爸爸。平常時很溫柔、但也有該罵人時就會罵的時候。和媽媽相當恩愛。

- 小丸的媽媽（おかあさん　声優：三田友子(日本)／姚敏敏(台灣)）
本名不明。小丸的媽媽。和爸爸不一樣的是，對於小丸兄妹會施以較嚴格的教育。

- 歐歐（しまお　声優：田中真弓(日本)／龍顯蕙(台灣)）
以猴子為原型的男性角色。運動神經很好且博學。有著對於任何事都用理論來思考的冷靜性格。
  - 歐歐假面（しまお仮面）
只要吃了番茄、歐歐就能變身成超級英雄而且和銀色假面很像。在「小丸王子」最終話登場。
  - 偉大的歐歐（グレートしまお）
只要吃了番茄、歐歐就能變身成超級英雄。在「小丸王」中登場。
登場台詞為「有人在呼喚我，在呼喚我打倒惡勢力，偉大的歐歐，拜見了」。

- 噗噗（こぷー　声優：坂本千夏(日本)／李明幸(台灣)）
以豬為原型的男性角色。是個愛吃鬼、除了吃以外，什麼都不想。雖然頭腦不好，但個性相當溫柔，大发雷霆就会有怪力。
  - 噗噗騎士（こぷーライダー）
只要吃了番茄、噗噗就能變身成超級英雄而且和假面騎士很像。在「小丸王子」最終話登場。
  - 噗噗隊長（キャプテンこぷー）
只要吃了番茄、噗噗就能變身成超級英雄。在「小丸王」中登場。

- 托托（ちゅりん　声優：小櫻悅子(日本)／姚敏敏(台灣)）
以老鼠為原型的男性角色。收集各種東西。但因為體格比別人嬌小、所以也有辛苦的地方。
  - 托托人（ちゅりんマン）
只要吃了番茄、托托就能變身成超級英雄而且和超人力霸王很像。在「小丸王子」最終話登場。
  - 超級托托（スーパーちゅりん）
只要吃了番茄、托托就能變身成超級英雄。在「小丸王」中登場。

- 小花（みーにゃ　声優：岡村明美(日本)／李明幸(台灣)）
以貓為原型的女性角色。喜歡打扮。有著任性且反復無常的性格，有轻微的洁癖。
  - 美少女戰士小花（みーにゃムーン）
只要吃了番茄、小花就能變身成超級英雄而且和美少女戰士很像。在「小丸王子」最終話登場。
  - 時尚小花（ファッションみーにゃ）
只要吃了番茄、小花就能變身成超級英雄。在「小丸王」中登場。
登場台詞為「戰鬥的模特兒，時尚小花」。

- 丫丫（ぺんぺ 　声優：井上彩名(日本)／姚敏敏(台灣)）
以企鵝為原型的女性角色。個性相當酷、對於別人的耍呆會施展毫不留情的吐嘈。对小丸抱有好感。
  - 美少女假面丫丫（美少女仮面ぺんぺ ）
只要吃了番茄、丫丫就能變身成超級英雄而且和美少女假面很像，在「小丸王子」最終話登場。
  - 天使丫丫（エンジェルぺんぺ）
只要吃了番茄、丫丫就能變身成超級英雄。在「小丸王」中登場

- 蛀牙怪人‧鱷魚先生（怪人ザ・ジズゼゾ　声優：緒方賢一(日本)／李景唐(台灣)）
以鱷魚為原型的男性角色。是個住在團團轉城的怪人。在本作的短篇「小丸王子」和續集「小丸王」「小丸王‧turbo」中登場的壞蛋。因為自己有嚴重的蛀牙為了要忘掉疼痛所致，而會征服地球。另外在童年時，家裡相當窮，所以似乎很討厭那段過去。生日是11月2日（來自於第55話C面中「高級小丸王 幫我慶祝!」篇）。血型為AB型。
  - The・鱷魚之星（ザ．ジズゼゾ スター）
只要吃了番茄、鱷魚先生就能變身成超級英雄。

- 味噌湯博士（ドクター・ミズゴジ　声優：家中宏(日本)／李景唐(台灣)）
以狗為原型的男性角色。住在鱷魚先生的城裡的科學家，會發明許多奇怪的道具給鱷魚先生對付小丸王，也喜歡玩弄鱷魚先生的東西，在本作的短篇「小丸王子」和續集「小丸王」中登場。

- 鱷魚先生的媽媽（かあちゃん　声優：坂本千夏(日本)／龍顯蕙(台灣)））
鱷魚先生的媽媽，稱他為「小鱷魚」。從「高級小丸王」中登場。在鱷魚先生的城中作了一個區域而住著，相當日式的「媽媽」。

- 香香・菇菇（きのきの・のこのこ　声優：川上未遊(日本)／龍顯蕙(台灣)）
以香菇為原型的雙人角色。性別不明。時常出現在小丸他們遊玩的地方、但要做什麼則不明。

- 幽浮先生（ゆーほ　声優：茶風林(日本)／李景唐(台灣)）
以不明飛行物為原型的角色。總是飛在團團轉城上面、但要做什麼則不明。也出現在「小丸王子」和續集「小丸王」中、在有危機會找小丸並且交給變身用的番茄。
  - 小丸機器人（はなまるロボ）
只要吃了番茄、幽浮先生就能變身成巨大機器人。在「小丸王」中登場。

- 白鬍子先生
以山羊為原型的老先生。喜歡說故事給小丸他們聽，但都會把這些虛構的故事說成是自己的經歷。
雖然說完後都會擔心是不是被拆穿，但其實小丸他們都已經知道是假的。

## 工作人員
- 原作插畫：杉山正子（学習研究社／はなまるきっず）
- 系列構成：浦澤義雄
- 角色設定：二宮常雄
- 美術監督：工藤英昭
- 色彩設定：いわみみか。
- 攝影監督：川島香織
- 音響監督：高橋秀雄
- 音樂：安西史孝、小丸樂團
- 音樂協力：東京電視台音樂
- 製作人：金岡英司（大阪電視台）、木村京太郎（讀賣廣告社）、押切万耀（Studio Pierrot）
- 導演：神谷純
- 劇本：浦澤義雄、まさきひろ、大和屋曉、阪口和久、村澤正英、矢島大輔、水越保、はぎのまさこ
- 分鏡・演出：神谷純、案納正美、高橋資祐、遠藤徹哉、佐藤真二、遠藤克己、飯島正勝、今千秋、鴫野彰、島崎奈奈子、林有紀
- 作画：遠藤裕一、石橋和美、大塚由、牧野香、ふくだ忠、井上みゆき、山本哲也、吉田忠勝、星和伸、佐藤真二、練木正宏、木下裕考、木本久年、井坂純子、志村隆行、武井智子、北野幸廣、池川陽子、長岡みどり、緒方厚、上田美由紀、小森篤、千明ゆり、大庭厚志、橋本知枝、石井邦幸、石井智美
- 美術：工藤英昭、谷口美智子、橋本利幸、上野秀行
- 背景：スタジオワイエス、みにあ～と
- 色指定：長島真弓、滝口佳子
- 數位色彩・合成:スタジオユー、スタジオ・キリー
- 效果：佐佐木純一（アニメサウンドプロダクション）
- 調整：山下康裕
- 錄音製作：神南スタジオ
- 形式編輯：キュー･テック
- 製作檢查：松井將司
- 製作：大阪電視台、讀賣廣告社、Studio Pierrot

## 主題歌・插入曲
片頭曲
『世界中が宝物』
作詞：及川眠子、作曲：前田克樹、編曲：京田誠一、歌：石川瞳
片尾曲
『不思議を探そう』(第1～50話)
作詞・作曲：又紀仁美、編曲：京田誠一、歌：堀江美都子
『BE WITH YOU～僕たちがついている～」(第51～75話)
作詞・作曲：武川行秀、編曲：武川行秀・That's on Noise、歌：武川行秀・T's COMPANY
『大好き!Oh!my town』（第76～101話）
作詞：佐藤ありす、作曲・編曲：池毅、歌：堀江美都子
歌唱時間
『興高采烈的煎蛋 (ブギウギ玉子焼き)』（第1 - 5・32・49・70話）
作詞：斉藤謙策／ 作曲：伝田一正／ 編曲：伝田一正／ 歌唱、演奏：小丸樂團／ 動畫：しぎのあきら　えんどうゆういち
『鴨　鴨　25 (カモ　カモ　25)』（第6 - 9・34・61・99話）　
作詞：斉藤謙策／ 作曲：伝田一正／ 歌唱、演奏：小丸樂團／ 動畫：しぎのあきら　きたのゆきひろ　いけがわようこ
『回音叔叔　蒲公英阿姨 (やまびこおじさん　たんぽぽおばさん)』（第10 - 13・31・38・72話）　
作詞：斉藤謙策／ 曲：伝田一正／ 歌唱、演奏：小丸樂團／ 動畫：えんどうてつや　えんどうゆういち
『直線人 (ストレートマン)』（第14 - 17・36・73・90・98話）　
作詞：斉藤謙策／ 作曲：藤沢秀樹／ 編曲：藤沢秀樹／ 歌唱、演奏：小丸樂團／ 動畫：えんどうてつや　いさかじゅんこ　ながおかみどり
『在花圃親！親！親！ (お花畑でチュッ！チュッ！チュッ！)』（第18 - 21・33・50・77・100話）　
作詞：斉藤謙策／ 作曲：伝田一正／ 編曲：伝田一正／ 歌唱、演奏：小丸樂團／ 動畫：かみやじゅん　ほしかずのぶ
『聽到膩了 (耳にタコ)』（第22 - 25・35・48話）　
作詞：斉藤謙策／ 作曲：藤沢秀樹／ 編曲：藤沢秀樹／ 歌唱、演奏：小丸樂團／ 動畫：えんどうてつや　いさかじゅんこ
『哇!哈!哈!My・Home (ワァッ!HA!HA!マイ・ホーム)』（第26 - 30・37・60・83・97話）　
作詞：斉藤謙策／ 作曲：伝田一正／ 編曲：伝田一正／ 歌唱、演奏：小丸樂團／ 動畫：えんどうてつや
『小丸音頭 (はなまる音頭)』（第39 - 45・89・91・94話）　
作詞：斉藤謙策／ 作曲：伝田一正／ 歌唱：藤巻恵理子、小丸樂團／ 編舞：杉本智孝　南夢未／ 動畫：こんちあき　いさかじゅんこ
『戰鬥吧！小丸王子 (たたかえ！はなまる王子)』（第46・47・71話）　
作詞：阪口和久／ 作曲：伝田一正／ 編曲：伝田一正／ 歌唱：小丸樂團／ 動畫：こんちあき　いさかじゅんこ
『蔬菜之歌 (ベジ・タブル・ベジベ～ジ（だ・か・ら、野菜は最高）)』（第51 - 55・62・63・74・92話）
作詞：斉藤謙策／ 作曲：伝田一正／ 歌唱：小丸樂團／ 動畫：かみやじゅん　ねりきまさひろ
『大黃蜂最棒了！ (すずめばち最高！)』（第56話 - 59・69・82話）　
作詞：武川行秀／ 作曲：武川行秀／ 編曲：武川行秀・That's on Noise／ 歌唱：武川行秀・T's COMPANY／ 動畫：えんどうてつや　ふくだただし　
『2001年已經很努力了 (2001年ガンバッた)」（第64 - 68・81・95・101話）
作詞：斉藤謙策／ 作曲・編曲：伝田一正／ 歌唱／演奏：小丸樂團／ 動畫：かみやじゅん、くぼつぐゆき、ほし かずのぶ、よしだただかつ、おおばあつし
『三輪車是limousine　〜I Love 團團轉城〜 (三輪車はリムジン　〜I Love ぐるぐるタウン〜)」（第76・78 -80・93話）
作詞：斉藤謙策／ 作曲・編曲：伝田一正／ 歌唱、演奏：小丸樂團／ 動畫：えんどうてつや　いさかじゅんこ　ながおかみどり　いむらたかゆき
『友好妖怪，姆啾與蹦啾 (仲良しおばけ、ムーチョとポンチョ)」（第84 - 87・96話）
作詞：斉藤謙策／ 作曲・編曲：伝田一正／ 歌唱、演奏：小丸樂團／ 動畫：さとうしんじ
小丸王子　主題曲（第1 - 25話）
作詞：阪口和久／ 作曲、編曲：伝田一正／ 歌唱、演奏：小丸樂團
小丸王、豪華的小丸王　主題曲（第26 - 75話）
作詞：阪口和久／ 作曲、編曲：伝田一正／ 歌唱、演奏：小丸樂團
小丸王噴射機　主題曲（第76 - 101話）
作詞：神谷 純／ 作曲、編曲：伝田一正／  歌唱、演奏：小丸樂團
其他插曲
『小丸繪畫歌 (はなまるくんえかきうた)』（第54話 - 56・61・62・82話）
作詞・作曲：かみやじゅん／ 歌唱：小丸樂團

## 外部連結
- はなまるきっず（由学研維護）（日語）
- 快樂小丸日記（由学研維護）（日語）
- 快樂小丸日記（由Studio Pierrot維護）（日語）

1. ↑  東森幼幼東森幼幼 快樂小丸  （页面存档备份，存于）